# Бласкес Перес, Рикардо
Рикардо Бласкес Перес (исп. Ricardo Blázquez Pérez; род. 13 апреля 1942, Вильянуэва-дель-Кампильо, Испания) — испанский кардинал. Титулярный епископ древней Гермы в Галатии и вспомогательный епископ Сантьяго-де-Компостелы с 8 апреля 1988 по 26 мая 1992. Епископ Паленсии с 26 мая 1992 по 8 сентября 1995. Епископ Бильбао с 8 сентября 1995 по 13 марта 2010. Архиепископ Вальядолида с 13 марта 2010 по 17 июня 2022. Председатель Испанской конференции католических епископов с 8 марта 2005 по 4 марта 2008 и с 12 марта 2014 по 3 марта 2020. Вице-председатель конференции католических епископов с 4 марта 2008 по 12 марта 2014. Кардинал-священник с титулом церкви Санта-Мария-ин-Валичелла с 14 февраля 2015.

## Биография
Рикардо Бласкес Перес получил духовное образование в Младшей семинарии Авилы (1955—1960), а затем в Высшей семинарии Авилы (1960—1967).
С 8 апреля 1988 по 26 мая 1992 года состоял титулярным епископом древней Гермы в Галатии (Анатолия) и вспомогательным епископом Сантьяго-де-Компостелы. Епископ Паленсии с 26 мая 1992 по 8 сентября 1995 года; епископ Бильбао — с 8 сентября 1995 по 13 марта 2010 года; архиепископ Вальядолида — с 13 марта 2010 года. Председатель Испанской конференции католических епископов с 2005 по 2008 и с 2014 года; вице-председатель конференции католических епископов (2008—2014). Кардинал-священник с титулом церкви Санта-Мария-ин-Валичелла с 14 февраля 2015 года. (поставлением Франциска I).
Известен как автор многочисленных трудов по церковной догматике.